# Лусена (Филиппины)
Лусена (таг. Lungsod ng Lucena) — город на Филиппинах на о. Лусон. Столица провинции Кесон. Лусена — город средних размеров, высоко урбанизированный. Численность населения — 236 000 жителей на 2007 год. Близко от столицы расположено еще несколько городов, Пагбилао, Тайябас, Сариайя.
Город расположен между двумя реками, Думакаа (Dumacaa River), на востоке, и Ийям (Iyam River), на западе. Его порт на побережье в бухте Тайябас может принимать различные суда и обслуживает транспортные линии в районе Висайских островов.

## История
Первоначально Лусена была микрорайоном (баррио) Тайябаса, а после стала столицей провинции Тайябас (сейчас — Кесон). В 1571—1572 гг. эти места обследовал капитан Хуан де Сальседо. В 1580—1583 гг. братья-францисканцы, Хуан де Пласенсия и Диего де Оропеса, основали здесь город, который первоначально был назван Буэнависта. Затем он получил название «Орокьета», в честь генерал-губернатора Орокьеты. В XVII веке здесь была построена крепость для обороны от набегов пиратов-мусульман. Для обозначения таких крепостей в этой местности употребляли слово «котта», по-тагальски — «кута». Тогда город переименовали в Котту. В ноябре 1897 года был издан указ о наименовании города Лусеной.
Во время Филиппинской революции местные революционные войска возглавил глава города, Хосе Сабальеро. Местное революционное правительство возглавили Мануэль Аргуэльес и Хосе Барселона. После провозглашения независимости Филиппин муниципальным президентом был выбран Крисанто Маркес.
Во время Филиппино-американской войны в 1899 г. Лусена была местом кровавых боев. После образования гражданского правительства в провинции Тайябас американцами Лусена была сделана её административным центром.
1941—1945 годы — период японской оккупации, события развивались, как и в других провинциях.
Сейчас Лусена входит в число 25 наиболее развитых филиппинских городов, которые соревнуются между собой.

## Экономическая деятельность
В Лусене есть аэропорт, разветвленная сеть автомобильных дорог. Функционируют автобусы и другие виды автотранспорта. Манильско-Бикольская железнодорожная линия включает ряд станций провинции Кесон, но железные дороги Филиппин сейчас находятся в процессе восстановления.
Промышленность Лусены базируется на переработке продукции сельского хозяйства и рыболовства. На предприятиях города готовят вяленую и копченую рыбу, заготавливают овощи, мясные продукты, выращивают декоративные цветы, производят мебельную фурнитуру из дерева и бамбука.
Большие участки в окрестностях Лусены заняты кокосовой пальмой, поэтому здесь развито производство пальмового масла, растительного сала, маргарина, мыла.
Система высшего образования в Лусене предусматривает подготовку кадров разных профессий, в искусстве, науке, технике, экономике, информатике, медицине. Кроме высших учебных заведений (колледжей), в городе создана сеть начальных, средних и дошкольных.

## Города-побратимы
- Нага, Филиппины
- Макати, Филиппины
- Багио, Филиппины